# Fenfluramin
Fenfluramin (3-trifluorometil-N-etilamfetamin, Pondimin, Ponderaks, Adifaks) je lek koji je bio deo Fen-Phen leka protiv gojaznosti (drugi sastojak je bio fentermin). Fenfluramin je uveden na američko tržište 1973. On je racemska smeša dva enantiomera, dekstrofenfluramina i levofenfluramina. On povišava nivo neurotransmitera serotonina, hemikalije koja reguliše raspoloženje, apetit i druge funkcije. Fenfluramin uzrokuje otpuštanje serotonina putem ometanja vezikularnog skladištenja neurotransmitera, i preusmeravanja dejstva serotoninskog transportera. Rezultat toga je osećanje sitosti i gubitak apetita.

## Literatura
- Welch, J. T.; Lim, D. S. (2007). „The Synthesis and Biological Activity of Pentafluorosulfanyl Analogs of Fluoxetine, Fenfluramine, and Norfenfluramine”. Bioorganic & Medicinal Chemistry. 15 (21): 6659—6666. PMID 17765553. doi:10.1016/j.bmc.2007.08.012.